# Scherdel Bier
Die Scherdel Bier GmbH & Co. KG ist eine Brauerei und eine Tochtergesellschaft der Kulmbacher Brauerei AG, die wiederum zur Paulaner Brauerei Gruppe gehört. Pro Jahr werden in der Brauerei 100.000 Hektoliter Bier hergestellt.

## Geschichte

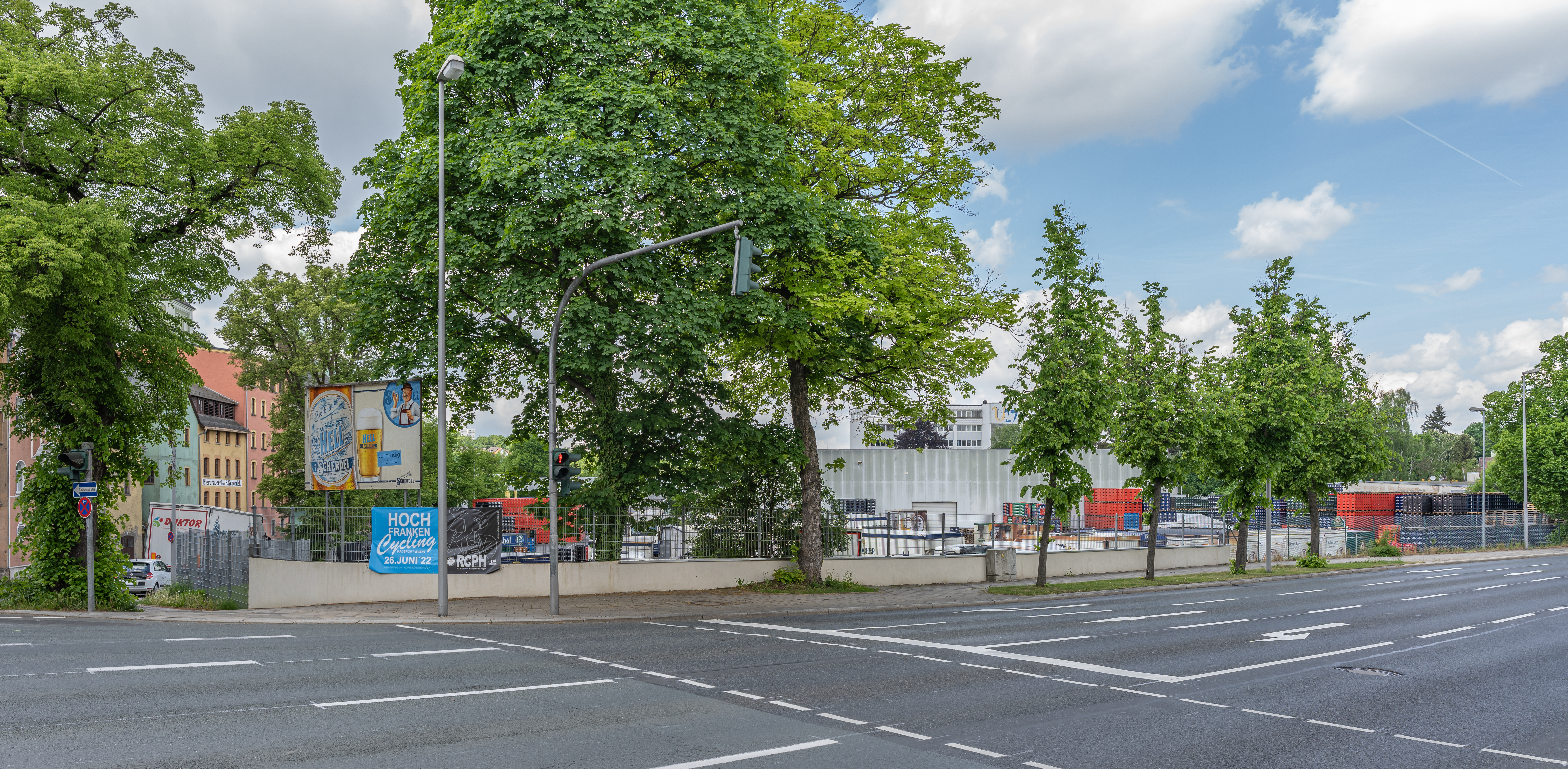
Sicht auf den Bereich der Brauerei im Unterkotzauer Weg

Georg Matthäus Scherdel kam 1831 mit seiner Familie von Schwarzenbach an der Saale nach Hof. Als Bäcker verstand er den Umgang mit Hefe und somit den Gärprozess der Bierbrauerei. Er widmete sich intensiv und ausschließlich dem Bierbrauen in Kommunbrauhäusern, um die umliegenden Dörfer beliefern zu können. Da ihm die Kommunbrauhäuser nicht immer wie gewünscht zur Verfügung standen, baute er 1862 gemeinsam mit seinem Sohn Bernhard eine eigene Brauerei, bestehend aus einem Sudhaus und einer Braustätte am Unterkotzauer Weg 9, in dessen Umgebung Scherdel einen Felsenkeller besaß.
Scherdel war der erste Hofer Brauer, der seine Biere nach Preußen und Sachsen mit Pferdefuhrwerken und Ochsengespannen transportierte. Dies begünstigte entscheidend die Entwicklung der Stadt Hof zur Bierstadt. Der Betrieb wurde von Generation zu Generation in der Familie weitergeführt.
Mit der Einführung des Pilsner Bieres Scherdel Edelhell begann in den 1930er-Jahren der Aufschwung der Brauerei.
Durch den Zweiten Weltkrieg wurde die gute Entwicklung unterbrochen und man verlor vor allem die Absatzgebiete in Mitteldeutschland. Dieser Verlust wurde mit einer neuen Ausrichtung nach Süden ausgeglichen.
Im Laufe der 1970er und 1980er Jahre entwickelte sich die Privatbrauerei zu einem regional bedeutenden Anbieter in Nordostbayern.
Seit über 20 Jahren erhalten die Biere der Scherdel-Brauerei für ihre Qualität Auszeichnungen bei Wettbewerben der  Deutschen Landwirtschafts-Gesellschaft e. V. (DLG), bisher fünf Gold- und drei Silbermedaillen.
Anfang 2003 geriet die Brauerei in finanzielle Schwierigkeiten und musste Insolvenz anmelden. Am 1. Oktober 2003 übernahm die Kulmbacher Brauerei AG im Zuge des Insolvenzverfahrens die Scherdel-Brauerei. Sie wird als eigenständige Brauerei in Hof weitergeführt.
Die Scherdel-Brauerei feierte 2006 ihr 175-jähriges Bestehen. Man nahm das Ereignis zum Anlass, die Scherdel-Bierflaschen mit neuen, traditionell gehaltenen Etiketten auszustatten. Zudem wurde das Firmenlogo umgestaltet. Seit Juni 2007 leitet Michael Krasser (ehemaliger Verkaufsleiter der Kulmbacher Brauerei) als Geschäftsführer die Brauerei Scherdel.
Seit 2011 produziert Scherdel das so genannte Schlappenbier für den Hofer Schlappentag.

## Produktpalette
Das Sortiment umfasst 12 Biersorten:
- Scherdel Hell
- Scherdel Premium Pilsner
- Scherdel Edelhell
- Scherdel Lager
- Scherdel Zoigl
- Scherdel Schlappenbier (saisonal, nur nach dem Schlappentag)
- Scherdel Helle Weisse
- Scherdel Alkoholfrei
- Scherdel Schwarzes
- Scherdel Light
- Scherdel Landbier (seit und anlässlich der 175-Jahr-Feier)
- Scherdel Radler

Das in den 1930er Jahren entwickelte Edelhell verhalf der Scherdel-Brauerei, ihre Position am Markt zu stärken und ihr Absatzgebiet zu vergrößern. Später übernahm das Scherdel Premium Pilsner die Rolle der stärksten Sorte. Auch das würzige „Lager“ gewann im Laufe der Jahre immer mehr an Bedeutung.

## Reichweite
Das Sortiment wird hauptsächlich im östlichen Oberfranken, Südsachsen und in der nördlichen Oberpfalz sowie in größeren Städten wie Nürnberg, Regensburg und Leipzig vertrieben. In geringem Umfang beliefert die Scherdel Brauerei auch das europäische Ausland wie Frankreich, Italien und Griechenland.